# هنري كولورات الابن
هنري كولورات الابن (25 أغسطس 1933 – 16 مارس 2021) هو مبارز بالسيف من الولايات المتحدة راحل، مثّل بلاده في الألعاب الأولمبية الصيفية 1960.

## روابط رياضية
هنري كولورات الابن على موقع أوليمبيديا (الإنجليزية)